# Jaqueline Lozeron
Jaqueline Lozeron (Le Locle, 17 oktober 1910 – Neuchâtel, 24 augustus 1957) was een Zwitserse historica.

## Biografie
Lozeron was een dochter van Edouard, een bosbouwkundig ingenieur, en van Marie Suzanne Belperrin. Op aanraden van Max Niedermann en Arthur Piaget studeerde ze geschiedenis aan de Universiteit van Neuchâtel, terwijl ze gelijktijdig nog les volgde aan de hogere meisjesschool. Als historica publiceerde ze vanaf 1934 artikelen in de Musée neuchâtelois, veelal samen geschreven met Piaget. Daarnaast begon ze ook aan een doctoraatsthesis te werken. Ze legde zich vooral toe op de geschiedenis van Neuchâtel in de 15e eeuw. Ze geraakte overwerkt en haar gezondheidstoestand begon daaronder te lijden. In 1957 overleed ze na een lange ziekte.